# CATI
CATI (англ. Computer Assisted Telephone Interviewing — комп'ютерна система телефонного опитування) — технологія проведення телефонного опитування під контролем централізованої комп'ютерної системи.
Використовується компаніями, що спеціалізуються на проведенні соціологічних та маркетингових досліджень.
Технологія полягає у тому, що інтерв'юери дзвонять на спеціально відібрані номери телефонів та опитують респондентів за запитаннями анкети, що з'являються на моніторах, одразу заносячи отримані відповіді у комп'ютер.
CATI забезпечує високий рівень контролю за збором інформації та її якістю: інтерв'ю записується у звуковий файл, що дає можливість контролювати інтерв'юера; автоматично фіксуються номери, за якими здійснюються дзвінки; програма контролює якість відповідей на запитання (відсутність пропущених питань; можливість обрати лише певну кількість відповідей; перехід на потрібне запитання після запитань-фільтрів); забезпечується автоматичний контроль вибірки та квот; супервайзер за допомогою програмних засобів може контролювати діяльність інтерв'юерів.
Дані в електронному вигляді автоматично додаються до бази даних, що прискорює отримання проміжних та кінцевих даних, а отже пришвидшує їх обробку та отримання результатів дослідження. Оперативність методу та здешевлення опитування забезпечується також відсутністю етапу друку анкет, переведеня даних з паперової в електронну форму, транспортних та часових витрат на те, аби дістатися до респондентів.
Обмеженням технології є те, що під час телефонного опитування респондентам важко на слух сприймати велику кількість тексту (довгі запитання чи велику кількість варіантів відповідей). Занадто довга анкета також зменшує бажання відповідати та якість отриманої інформації. Респонденти обмежені одним каналом сприйняття — слухом. Усе це накладає обмеження на запитання, що можуть бути застосовані у цій технології. Тобто питання повинні максимально легко сприйматися на слух (коротші формулювання та невелика кількість відповідей), а анкета коротшою, ніж у випадку персонального інтерв'ю чи роздаткового анкетування.
До недоліків технології належить і складність у забезпеченні репрезентативності опитування, адже опитуються лише власники стаціонарних телефонів. Дані опитувань будуть репрезентативними лише для місцевостей з високим рівнем телефонізації.
Окрім того низка дослідників виявила, що телефонне дослідження розцінюється респондентами як менш анонімне, таке, що не виключає порушення конфіденційності інформації. Відповідаючи по телефону, респонденти відчувають більш високий рівень тривожності та дискомфорту, обговорюючи такі теми як доходи, податки, політичні погляди, електоральна поведінка, здоров'я, робота тощо. У порівнянні зі звичайним анкетуванням респонденти частіше обирають соціально бажані, конформні відповіді, частіше обирають «м'якші» відповіді, ухиляються (варіант «важко сказати») тощо.